# Рівень (інструмент)

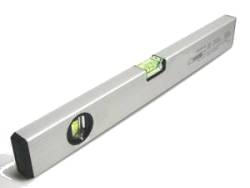
Спиртовий рівень для побутових і будівельних потреб з двома мірними ампулами і можливістю вимірювання в двох площинах

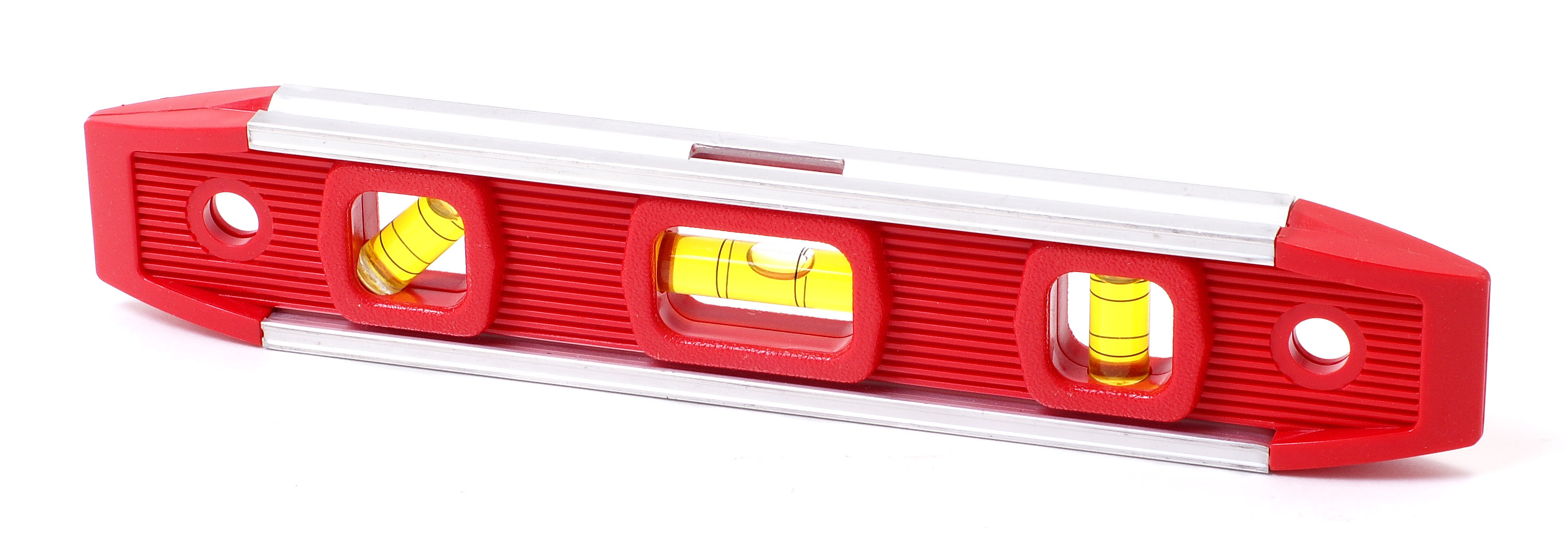
Універсальний ватерпас для побутових і столярних робіт з вимірюванням в трьох площинах

Рівень або ватерпа́с (нід. waterpas, від water — «вода» + passen — «приміряти», «припасовувати»), васервага — простий прилад для перевірки горизонтального положення лінії на площині, для вирівнювання будівельних конструкцій і вимірювання малих кутів нахилу; одна зі складових частин багатьох маркшейдерських та геодезичних інструментів. Рідинний ватерпас винайшов французький механік Мельхіседек Тевено у 1662 р.

## Конструкція

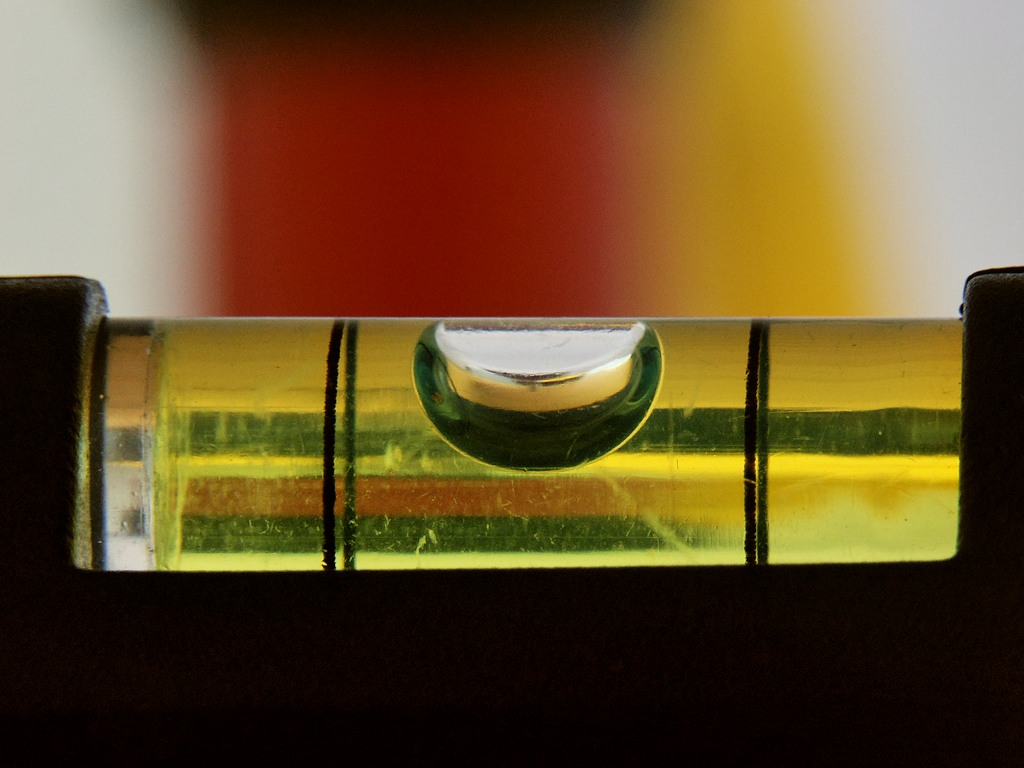
Розташування бульбашки спиртового рівня в нульовому (середньому) положенні трубчастого ватерпасу

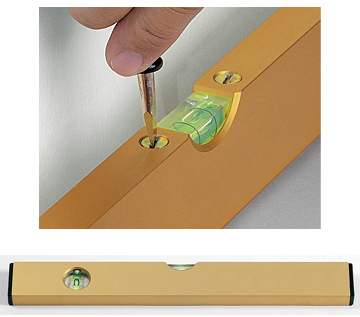
Регулювання спиртового рівня зі скляною мірною трубкою'ампулою. На фото — ватерпас, який у разі неточності можна відрегулювати вручну, відновивши точність вимірювання

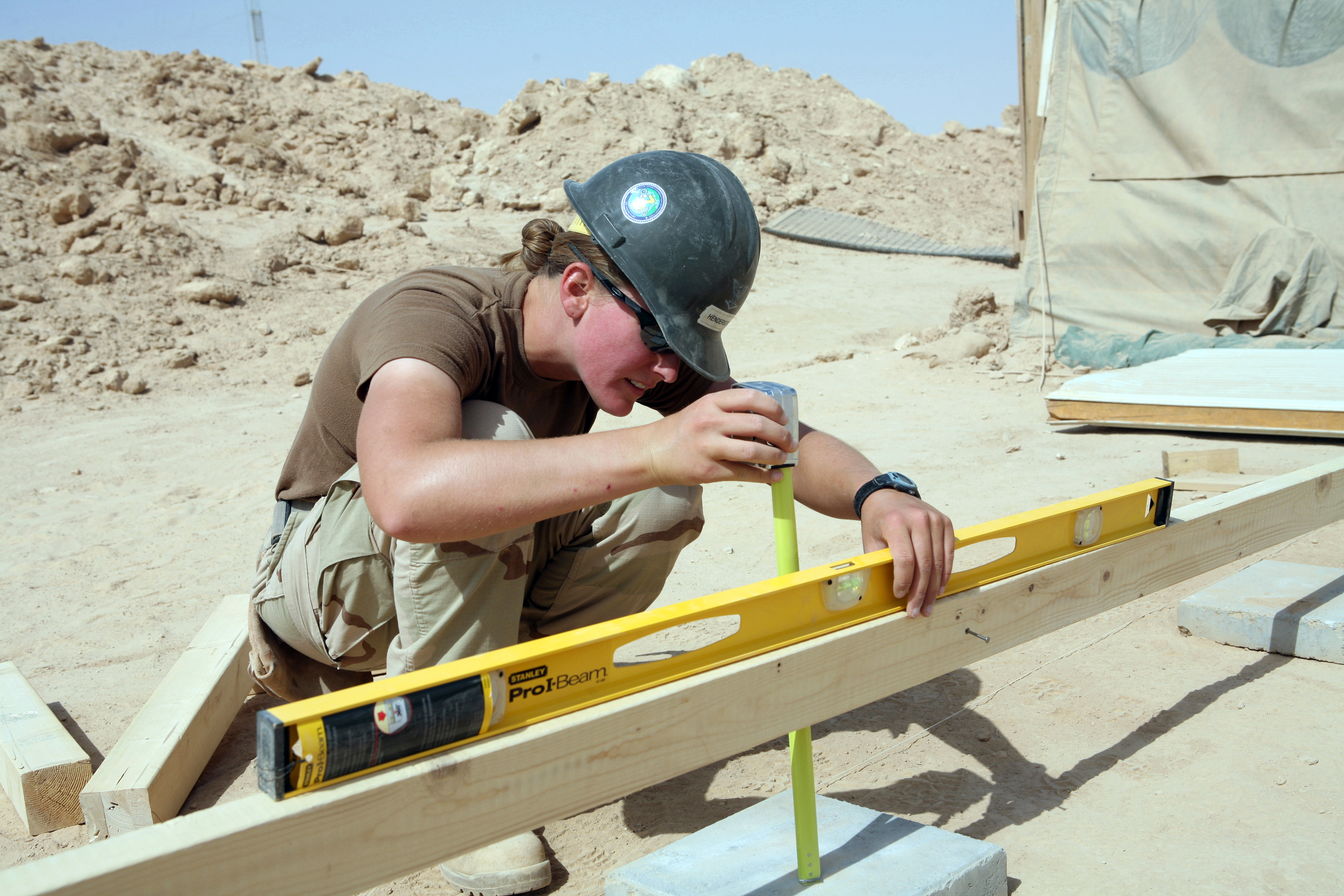
Спиртовий трубчастий рівень використовується для встановлення горизонтальності

Спиртовий рівень являє собою укладену в металеву оправу та запаяну скляну ампулу-трубку (циліндричної або круглої форми), заповнену сірчаним ефіром, у якій є бульбашка повітря. Внутрішня частина ампули має сферичну форму, а на зовнішній стороні нанесена шкала. Дотична, проведена до сферичної поверхні ампули в центрі шкали, називається геометричною віссю рівня, а центр шкали — нуль-пунктом. Якщо бульбашка знаходиться в нуль-пункті (середньому положенні ампули) — то геометрична вісь рівня займає горизонтальне положення. Розташування бульбашки рівня в нульовому (середньому центральному) положенні підтверджує горизонтальність (вертикальність) поверхні.

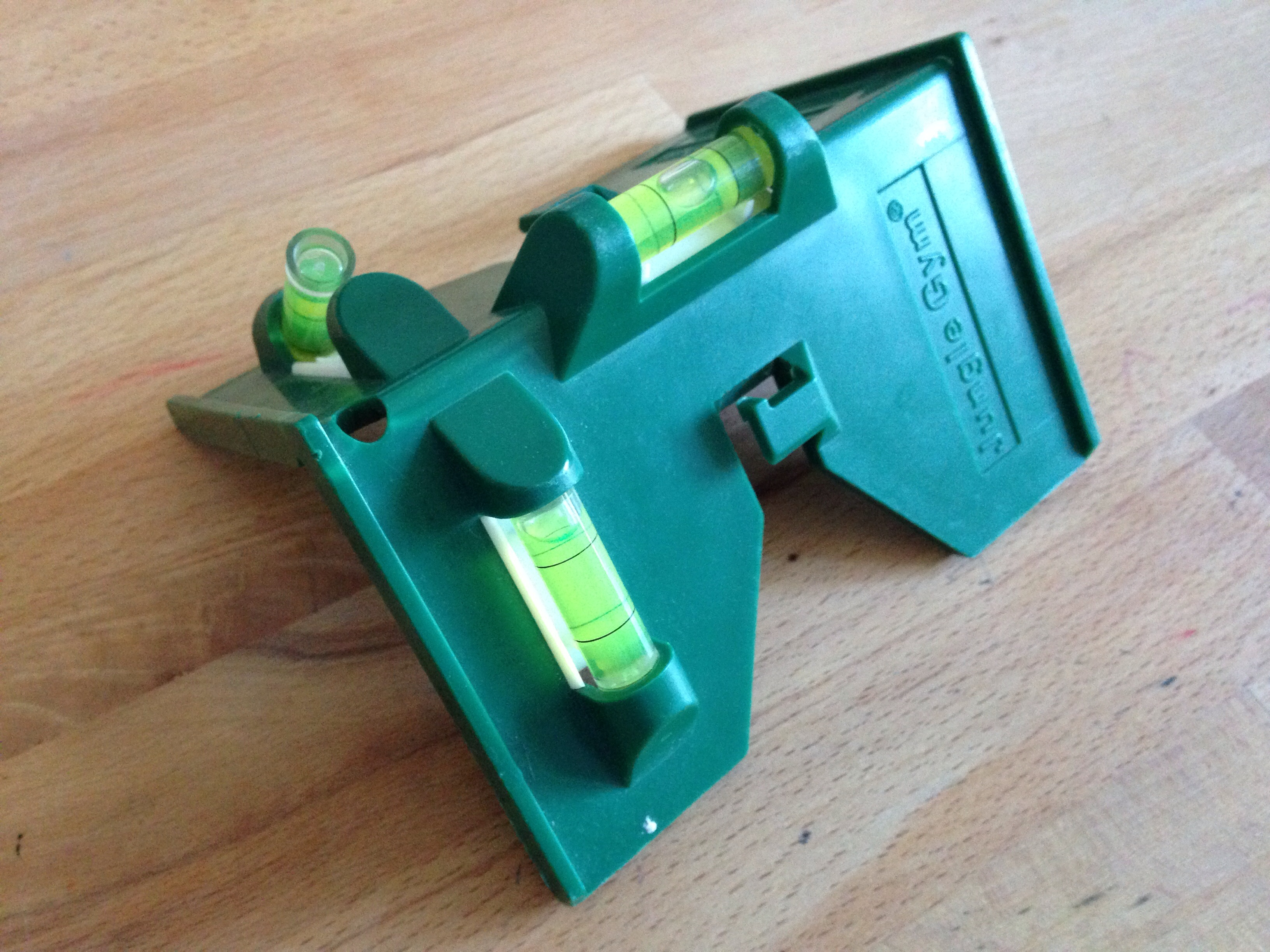
Багатоосьовий стовпчастий спиртовий рівень. Він має дві ампули-трубки, встановлені на упорі-обмежувачі, зігнутому під кутом 90°. Обмежувач ставиться біля краю стовпа (або, можливо, кута шафи чи книжкової полиці тощо). Коли бульбашки обох ампул одночасно показують достатню точність, виміряний край вважається рівним у всіх напрямках

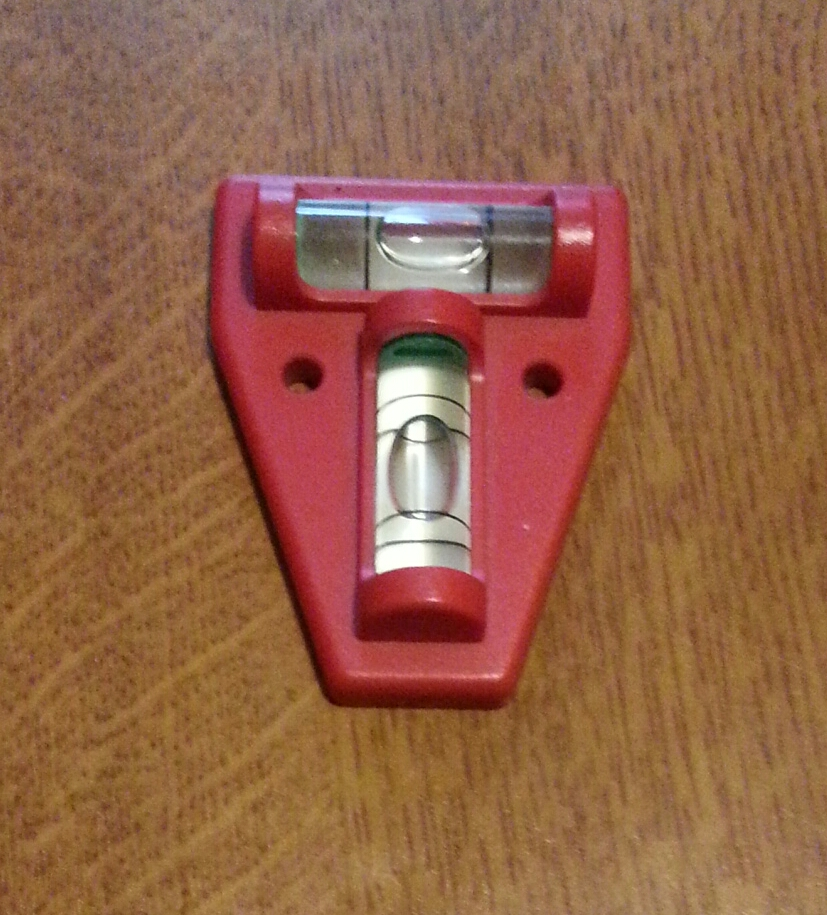
Спиртовий рівень для вирівнювання у двох площинах

Ватерпас також іноді виготовляють з основного бруска довжиною 1—3 м, до середини якого перпендикулярно, під прямим кутом, жорстко закріплений коротший брусок. На короткому бруску перпендикулярно до нижньої площини основного бруска нанесена лінія або риска, а на ній у верхній частині закріплено висок. Нижня поверхня основного бруска буде горизонтальною, якщо нитка вільно підвішеного виска збігається з лінією. Таким ватерпасом перевіряють горизонтальність поверхні. Якщо треба контролювати похилу поверхню (в межах 00-80), то на одному з кінців роблять дерев'яне потовщення («подушку»). Його товщину розраховують згідно з ухилом (нахилом), який треба задавати (виставити) або контролювати (перевірити).

### Контактний ватерпас
У нівелірах широко застосовуються оптичні призмові системи для передавання в поле зору нівеліра кінцевих положень бульбашки рівня. Це зображення в полі зору нівеліра має вигляд рухомого контакту двох половинок бульбашки. Таку конструкцію іноді називають контактним ватерпасом.

### Застосування
Перед використанням інструмента необхідно оглянути його щодо наявності пошкоджень. Класти інструменти на верстак слід вістрями від себе. Не допускається використання розмічальних та вимірювальних інструментів не за призначенням, оскільки використання для інших цілей може призвести до їх пошкодження та унеможливлення виконання точних вимірювань.
Застосовується також для задавання й контролю похилу гірничої виробки, рейкової колії, будівельної конструкції тощо.

## Водяний рівень

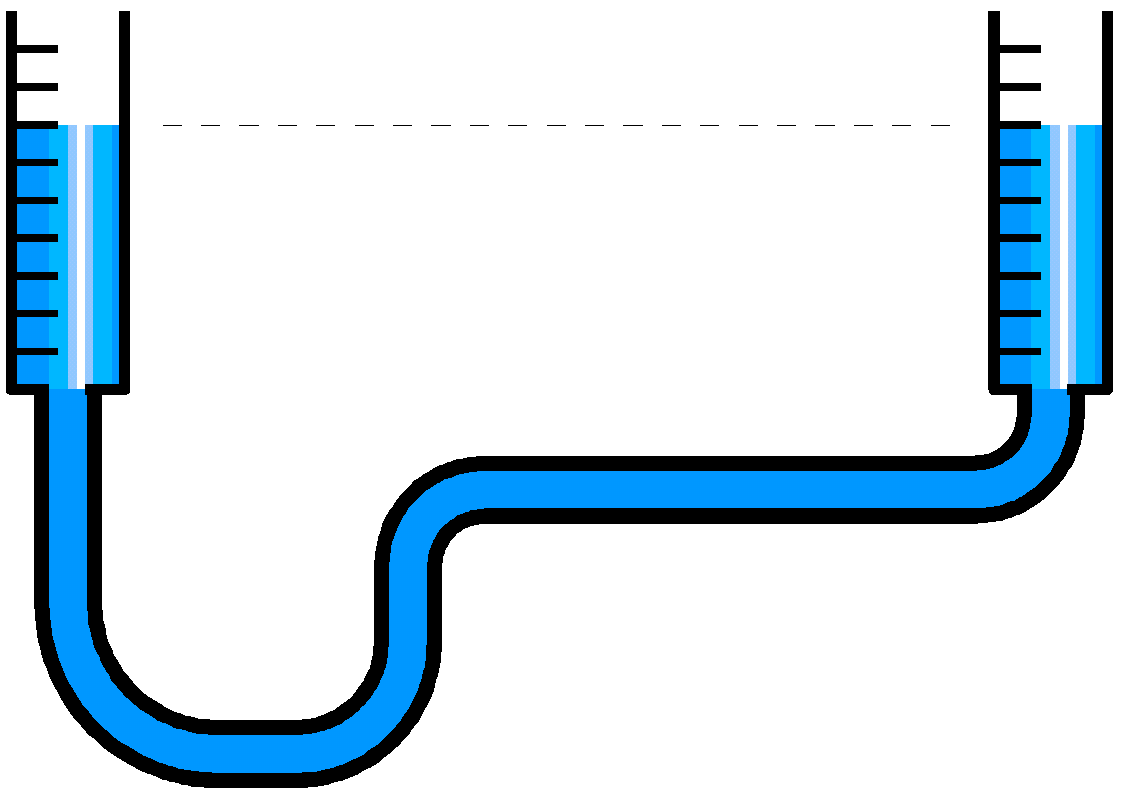
Схема водяного рівня

Шланговий водяний рівень працює за принципом сполучених судин і складається зі шланга, який закінчується на обох кінцях короткою, прозорою, часто градуйованою трубкою. Спочатку, дві трубки тримають поруч одна з одною, і шланг наповнюють такою кількістю води, що ви можете бачити поверхню її в обох трубках. Після цього трубки можна переміщувати між кінцевими точками, і порівнюючи рівні в трубках, можна встановити однакову висоту в потрібних місцях. Таким чином можна встановлювати позначки навіть якщо немає чіткої лінії для візування. Оглядові трубки та шланги не повинні бути занадто вузькими, інакше капілярні сили можуть вплинути на результат вимірювання. Шланговий рівень можна зробити з ПЕТ-пляшок і півдюймового садового шланга.

## Галерея

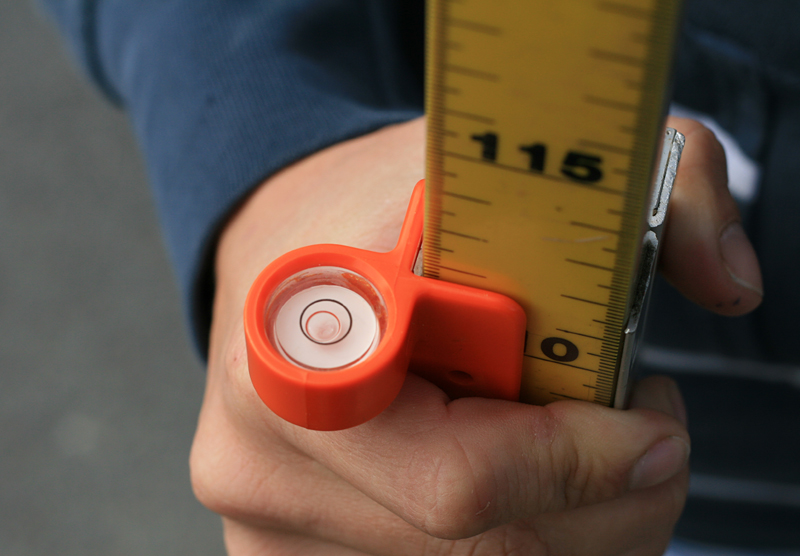
Нівелір геодезичний з круглим рівнем
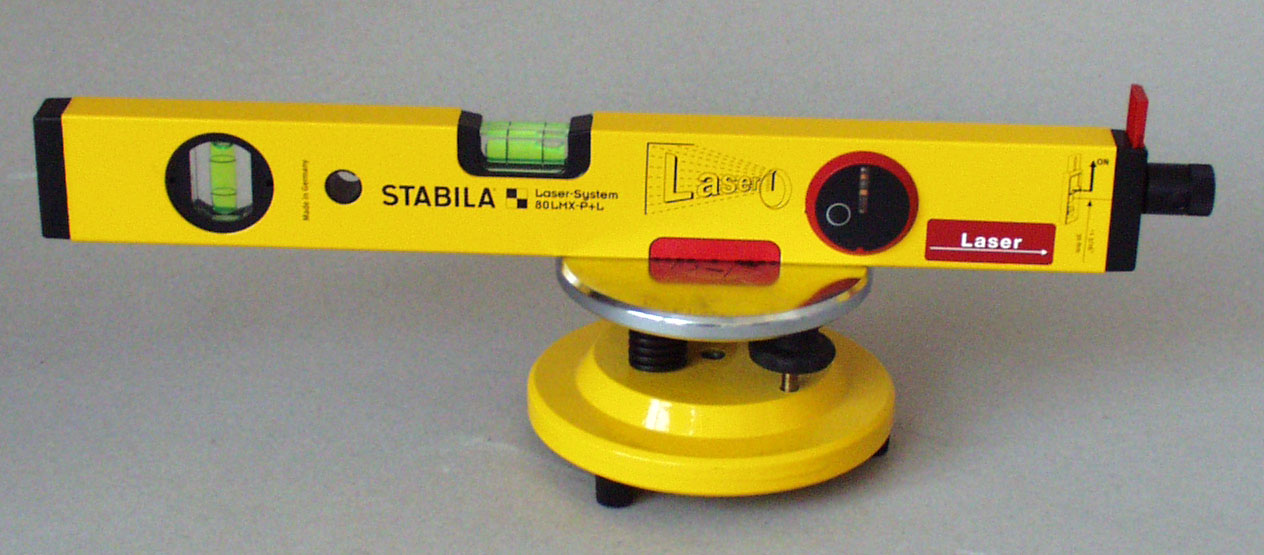
Спиртовий і лазерний комбінований рівень на вирівнювальній пластині
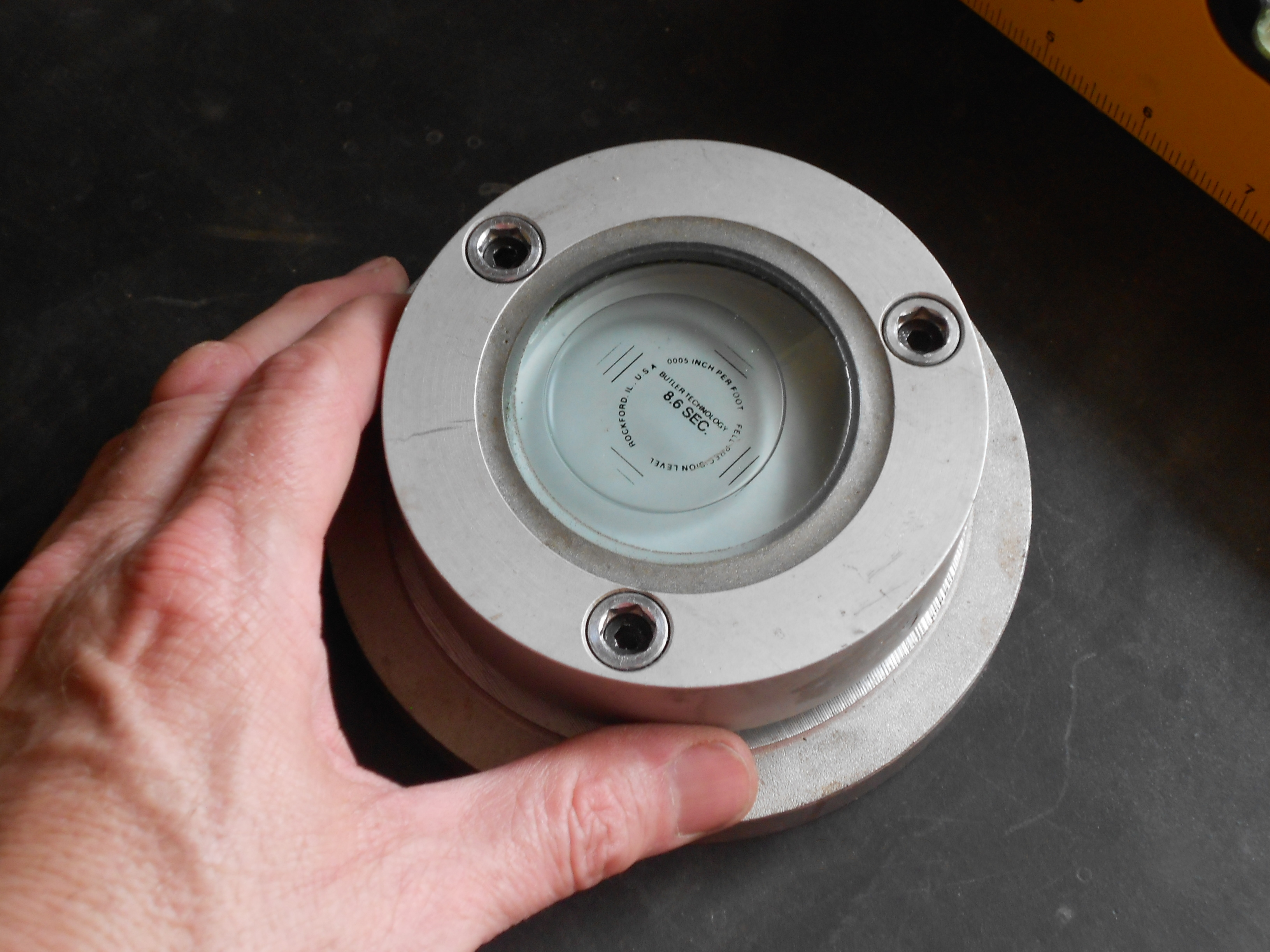
Ватерпас круглий з додатковими розмітками для контролю під час столярних робіт
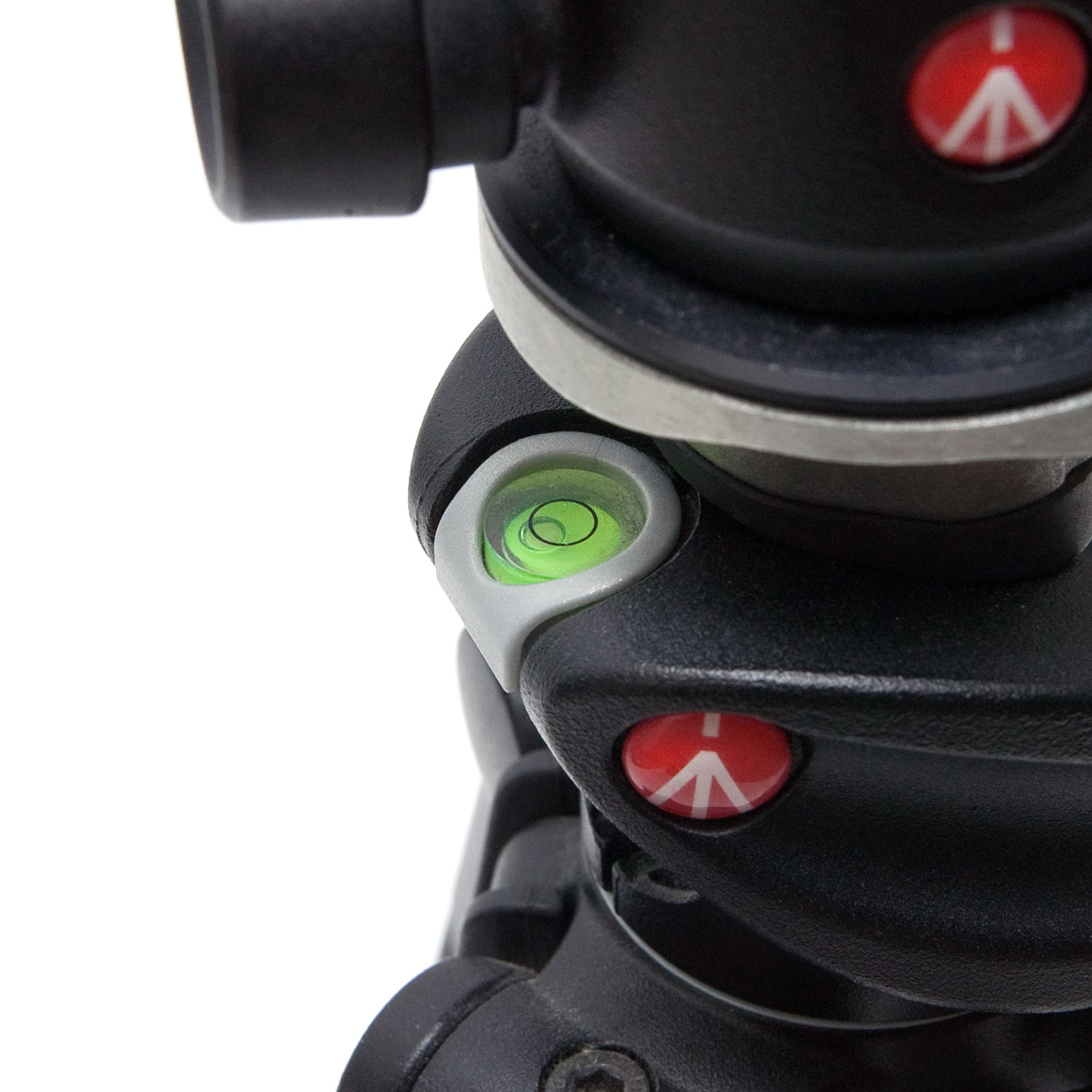
Спиртовий круглий ватерпас у формі «бичачого ока», встановлений у штативі фотокамери
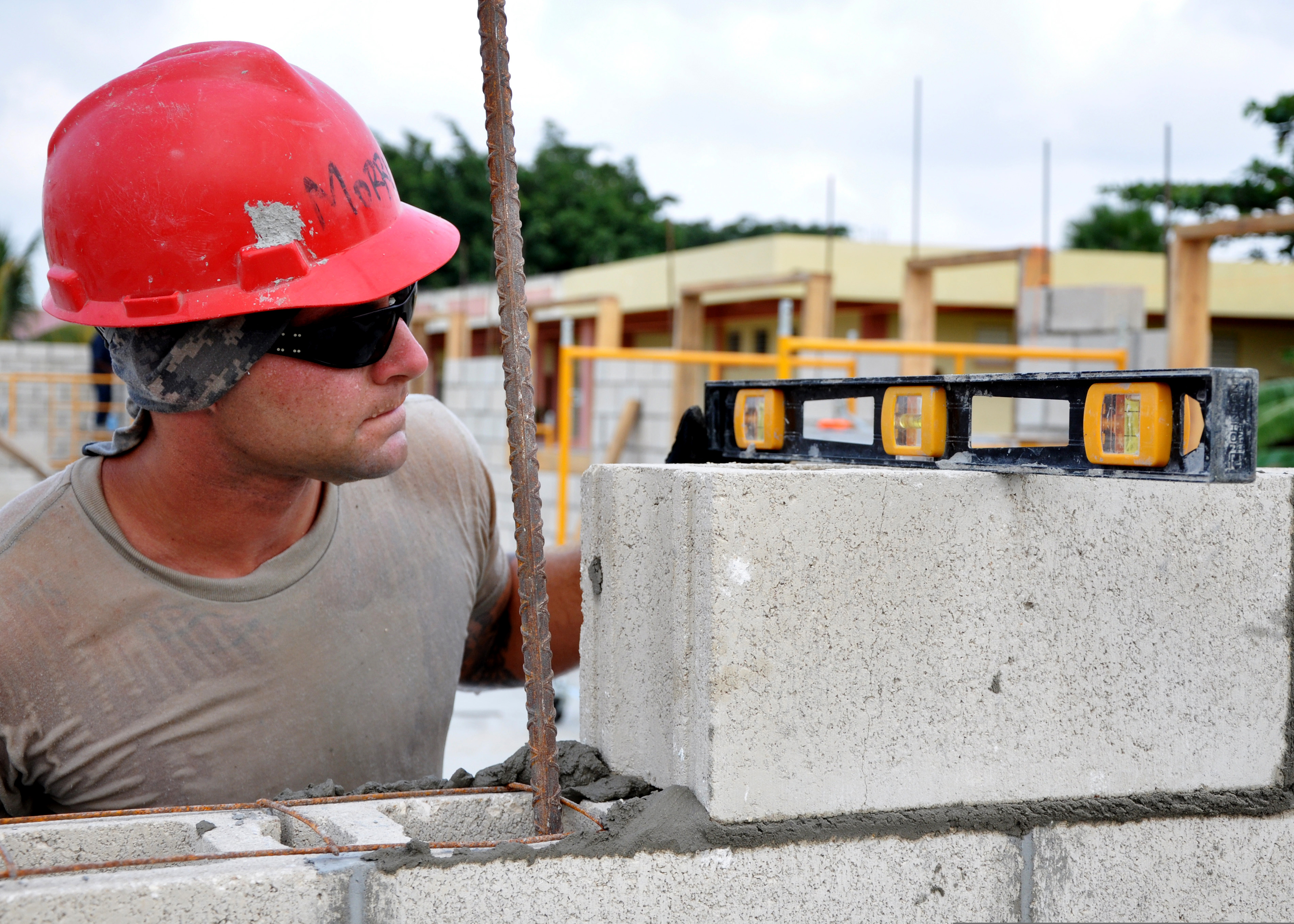
Використання рівня на будівельному майданчику в Луїзіані, США, 2013 рік